# Hernán Carrasco
Juan Hernán Carrasco Vivanco (Arauco, Chile; 29 de marzo de 1923-Santa Tecla, El Salvador; 10 de septiembre de 2023) fue un futbolista, profesor de educación física y entrenador de fútbol chileno, quien posterior a su carrera como futbolista se desempeñó como entrenador, destacando primero en Chile y con posterioridad, ampliamente exitoso en El Salvador.
Fue por muchos años presidente del colegio de entrenadores de Chile, así como también uno de los fundadores de la asociación de entrenadores de El Salvador. Encargado de llevar a la selección salvadoreña al mundial de 1970

## Trayectoria
En sus inicios como deportista practicó atletismo, como corredor de 100 metros planos, en el salto triple y en salto con garrocha. También jugó básquetbol y fútbol.  Fue jugador, puntero derecho, en las divisiones inferiores de Universidad de Chile hasta la cuarta especial.
Se tituló de Profesor Primario en el año 1945 y como profesor de Educación Física en el año 1951. Desde el año 1952 hasta 1959 se desempeñó como Director Técnico en las divisiones inferiores de la Universidad de Chile.
El año 1960 reemplaza en Colo-Colo al DT brasileño Flavio Costa, obteniendo el título de campeón de la Primera División de Chile. Estaría en el equipo albo el año 1961 y en el comienzo del torneo 1962. Durante el Mundial de Chile 62 fue ayudante del DT de Chile, Fernando Riera, cuya selección tenía de base a nueve jugadores provenientes de las divisiones inferiores de la U de Chile, quienes además, obtuvieron el tercer lugar en ese mundial. Posterior al Mundial de Fútbol asumió la banca de O'Higgins finalizando en el undécimo lugar con 30 unidades. En 1963 dirigió a Audax Italiano.
En 1964, Carrasco entrenaba a un equipo juvenil, cuando recibió una llamada de la Embajada de El Salvador, era el Coronel Fernando Siguí quien, de parte de la Federación Salvadoreña de Fútbol, le ofrecía el puesto de seleccionador. Aceptó y se trasladó a ese país centroamericano.
Después de dos años de trabajo, debido a desacuerdos con la dirigencia renunció, pero su destacada labor estaba por comenzar.
Comenzó otra faceta. Lo buscaron del Alianza FC a insinuación de un par de jugadores de la selección que militaban en este equipo capitalino que aseguraron que en la institución blanca existían las condiciones para trabajar como le gustaba al DT chileno, quien en forma paulatina logró desarrollar sus ideas tácticas que conoció y absorbió durante el transcurso del Mundial de 1962, formando un grupo que a punta de talento y garra se convertiría en el equipo sensación de la década de los sesenta. 
Bajo su dirección el Alianza Fútbol Club salió campeón en 1966 y 1967, y a nivel internacional de Concacaf en 1967. 
Cuando pensaba en regresar a Chile, lo contrató CD Atlético Marte, saliendo campeón en 1969 y 1970.  
Ese año mismo año de 1970 tras clasificar al Mundial de México, la selección cuscatleca quedó acéfala y le ofrecieron el cargo don Hernán y él aceptó. Sin embargo luego de perder los 3 partidos de la primera etapa del mundial, renunció.
Volvió a Chile, donde durante diez años dirigió a clubes locales: en 1975 a Deportes Antofagasta, Deportes Aviación y, de nuevo, Universidad de Chile siendo jefe del cuerpo técnico de las divisiones inferiores. En el curso de Alto Nivel de Entrenadores efectuado por la FIFA en Lima Perú, en el año 1982 fue nombrado Presidente de la Asociación de Entrenadores de Sudamérica.
En 1985 regresa a El Salvador contratado por el  CD Águila. Primero fue subcampeón en la temporada 1986/1987, para titularse campeón en la temporada 1987/1988.
Alianza FC lo lleva de nuevo en sus filas y bajo su dirección técnica consigue su cuarta corona en el Campeonato Nacional de 1989/90. 
Termina su trayectoria activa como técnico en el Municipal Limeño para posteriormente dedicarse a su propia escuela de fútbol llamada "Academia Futuro de Hernán Carrasco Vivanco".

## Clubes
| Club                     | País        | Año       |
| ------------------------ | ----------- | --------- |
| Colo-Colo                | Chile       | 1960-1962 |
| O'Higgins                | Chile       | 1962      |
| Audax Italiano           | Chile       | 1963      |
| Alianza FC               | El Salvador | 1965-1967 |
| Atlético Marte           | El Salvador | 1968-1970 |
| Selección de El Salvador | El Salvador | 1970      |
| Deportes Antofagasta     | Chile       | 1975-1976 |
| Deportes Aviación        | Chile       | 1977-1980 |
| Universidad de Chile     | Chile       | 1984      |
| CD Águila                | El Salvador | 1986-1988 |
| Alianza FC               | El Salvador | 1989-1990 |
| Luis Ángel Firpo         | El Salvador | 1991-1992 |
| C.D. FAS                 | El Salvador | 1993-1994 |
| Municipal Limeño         | El Salvador | 2001      |

## Palmarés

### Como entrenador

#### Torneos nacionales
| Título           | Club              | País        | Año       |
| ---------------- | ----------------- | ----------- | --------- |
| Primera División | Colo-Colo         | Chile       | 1960      |
| Primera División | Alianza FC        | El Salvador | 1965-1966 |
| Primera División | Alianza FC        | El Salvador | 1966-1967 |
| Primera División | CD Atlético Marte | El Salvador | 1969      |
| Primera División | CD Atlético Marte | El Salvador | 1970      |
| Primera División | CD Águila         | El Salvador | 1987-1988 |
| Primera División | Alianza FC        | El Salvador | 1989-1990 |

#### Campeonatos internacionales
| Título                           | Club       | País        | Año  |
| -------------------------------- | ---------- | ----------- | ---- |
| Copa de Campeones de la Concacaf | Alianza FC | El Salvador | 1967 |

| Predecesor: Flávio Costa | Director técnico de Colo-Colo 1960-1961 | Sucesor: José Manuel Moreno |